# Les Intranquilles
Les Intranquilles is een Belgisch-Frans-Luxemburgse film uit 2021 onder regie van Joachim Lafosse. 

## Verhaal
Damien is een kunstenaar met een bipolaire stoornis. Hij sleurt zijn vrouw en kind mee in een draaikolk van plotse impulsen wanneer hij onder tijdsdruk van een tentoonstelling veertig schilderijen moet afwerken. Ook Damiens vader kan zijn zoon niet kalmeren.

## Rolverdeling
| Acteur               | Personage                    |
| -------------------- | ---------------------------- |
| Leïla Bekhti         | Leïla                        |
| Damien Bonnard       | Damien                       |
| Gabriel Merz Chammah | Amine                        |
| Patrick Descamps     | Patrick, de vader van Damien |
| Jules Waringo        | Jérôme                       |

## Achtergrond
Lafosse verklaarde dat het scenario voor deze film, zijn negende langspeelfilm, deels autobiografisch is en een deel van zijn jeugd vertelt. De film werd opgenomen op 37 dagen. De film ging op 16 juli 2021 in première op het filmfestival van Cannes. 